# Гадеско-Пјеве Делмона
Гадеско-Пјеве Делмона (итал. Gadesco-Pieve Delmona) је насеље у Италији у округу Кремона, региону Ломбардија.
Према процени из 2011. у насељу је живело 1634 становника. Насеље се налази на надморској висини од 43 м.

## Становништво
| 1936. | 1951. | 1961. | 1971. | 1981. | 1991. | 2001. | 2011. |
| ----- | ----- | ----- | ----- | ----- | ----- | ----- | ----- |
| 2.687 | 2.620 | 1.964 | 1.513 | 1.455 | 1.376 | 1.634 | 2.015 |